# Blondy
Blondy fue un dueto musical femenino de Rumania formado en 2001 por las cantantes Andreea Bănică y Cristina Rus. El grupo tuvo un gran éxito en Rumania, en parte debido al fenómeno que supuso el dúo Andrè, que se separó en ese mismo año. Blondy finalizó su carrera en 2005 para continuar cada una sus carreras en solitario.

## Historia
El grupo fue formado en 2001 y el nombre Blondy hace referencia a las dos jóvenes cantantes rumanas que lo componían, Andreea Bănică y Cristina Rus, ambas rubias (del inglés blonde). Bănică venía de ser una de las integrantes de Exotic, otro grupo musical femenino, y ambas lograron un contrato con Cat Music.
El 1 de febrero de 2001, el grupo lanzó su primer sencillo, "Nu Meriți Dragostea Mea", que pronto se convirtió en uno de los más reproducidos en las estaciones de radio en Rumania. El 21 de mayo se lanzó el primer álbum del grupo, Atât de Aproape, en un espectáculo que tuvo lugar en la sede ClubMaxx en Bucarest. El álbum, que explora el sonido electropop y la música house, incluye 11 temas destacados en su primera composición, y fue relanzado meses más tarde con dos remixes, dos de las cuales fueron tomados como sencillos, "Iubește-mă" y "Numele tău".

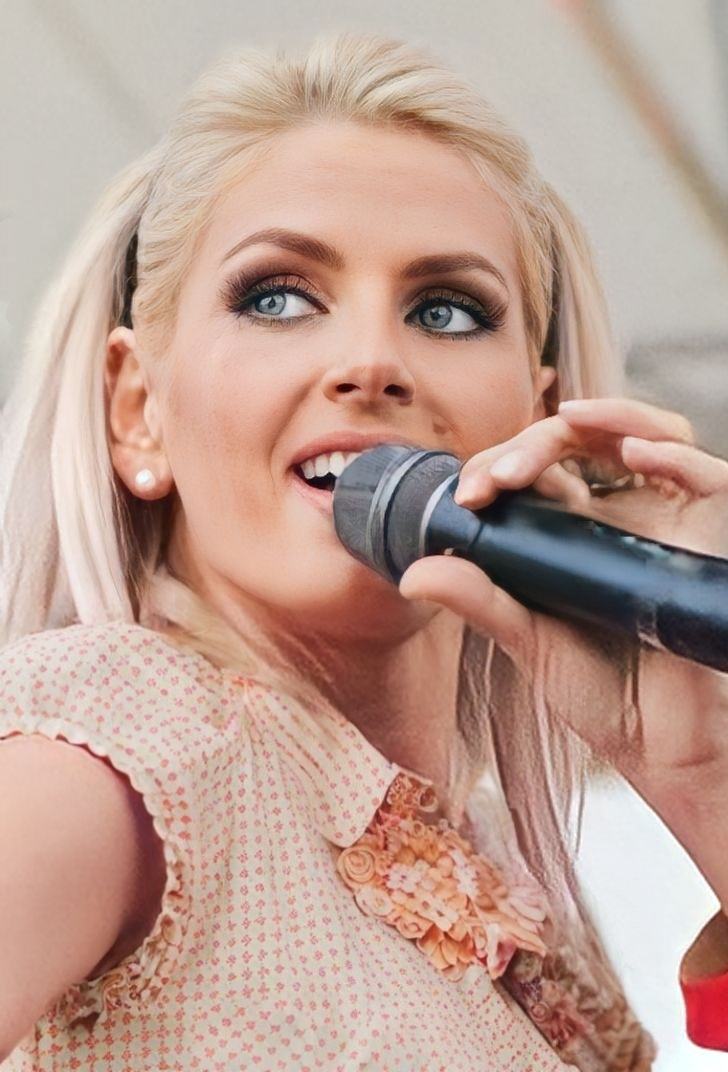
Andreea Bănică inició su carrera en solitario con mayor éxito que Rus.

El 12 de junio de 2002, el grupo lanzó su segundo álbum, O parte Din Tine, que incluye 16 canciones y cinco remixes, entre ellos los sencillos "Doar o Noapte" y "Vreau Sa Mai Stai Doar o Zi", con la participación de Directia 5. El 20 de septiembre de 2003 Blondy lanzó su último álbum juntos, titulado Dulce și amar, de la que se extrajeron solo dos sencillos "Cu Tine Vreau Sa Traiesc" y "Te-Am Iubit" con el cantante MC H. En 2004, después de varias discusiones, Cristina Rus anunció que se retiraba de Blondy y Bănică optó por seguir en el grupo por su cuenta.
El 1 de enero de 2005, Andreea Bănică lanzó su primer álbum en solitario, Dansez, Dansez, aunque aún bajo el nombre de Blondy, terminando el trabajo con el grupo y cumpliendo así el contrato de cuatro álbumes de Blondy con el sello Cat Music. El álbum contó con los éxitos del grupo, con algunas canciones inéditas agrupadas en diez temas y despachó alrededor de 15 mil copias, obteniendo la certificación de oro por la IFPI. El primer sencillo extraído del álbum, "Dansez, Dansez", fue compuesto y producido por Laurentiu Duta, lanzado un mes antes, el 2 de diciembre de 2004 y alcanzó la quinta posición en las listas rumanas. El 2 de abril de 2005 apareció el segundo sencillo, "Indragostiti" y el 30 de junio, el relanzamiento del sencillo "Dulce și amar".
Blondy fue nominada en los MTV Europe Music Awards 2006 en la categoría "mejor artista rumano", que fue el último gran acto de la banda, pese a que ya no se encontraba activa.

## Discografía

### Álbumes de estudio
- 2001: Atât de Aproape
- 2002: O parte Din Tine
- 2003: Dulce și amar
- 2005: Dansez, Dansez